# Бейт Шемеш
Бейт Шемеш (на иврит: בית שמש) е град в централен Израел, част от Йерусалимски окръг. Населението му е около 118 700 души (31 декември 2018).
Разположен е на 220 метра надморска височина в Юдейските планини, на 22 километра западно от Йерусалим и на 33 километра югоизточно от брега на Средиземно море. В Древността на мястото на Бейт Шемеш се намира споменаваният в Библията град Ветсамис, който изчезва още в Античността. До средата на XX век при развалините на древния град има палестинско селище, което е изселено през Арабско-израелската война от 1948 година. Съвременният град е основан през 1950 година, първоначално като имигрантски лагер, първите заселници в който идват от България. Градът се разраства много бързо от средата на 90-те години на XX век.